# 1998 FY67
1998 FY67 är en asteroid i huvudbältet som upptäcktes den 20 mars 1998 av LINEAR i Socorro County, New Mexico.
Den tillhör asteroidgruppen Hilda.